# 남포항 (남포특별시)
남포항(南浦港)은 대동강 하구에 있는 항구로 평양에서 서남쪽으로 70km 정도 떨어져 있으며, 조선민주주의인민공화국의 최대 공업지구인 평양공업지구의 관문이자 조선민주주의인민공화국 제2의 도시인 남포특별시를 배후에 두고 있다.
항만 면적이 828.9 km2인 남포항은 중국 다롄시와 바다를 사이에 두고 있는데 그 거리는 180해리 정도다. 남포항은 한국 전쟁 중 심하게 파괴된 후 크게 개선·확장하여 조선민주주의인민공화국의 서해안 최대 무역항이자 중요 군항의 하나가 되었다. 남포항은 1∼2월 중순까지 결빙현상이 발생하나, 선박입항에는 지장이 없다.

## 역사
1897년에 개항했으며, 평양과 남포의 성장과 함께 개발되어왔다. 광복 후 북한정권 치하에서 1978년 소련의 지원을 받아 기중기, 컨베이어 등 하역설비들이 증설되었다. 2002년 4월부터 컨테이너 전용부두 공사에 착공하여 2005년 완공하였다.
노무현 정부때 남포항 현대화 사업을 추진했으나, 지금은 남북관계 악화로 무산되었다.

## 현황
남포항은 수심은 평균 9~11m로 대동강 어귀로부터 깊숙이 들어와 있으며 서해갑문이 방파제 역할을 하고 있다. 최대 5만 톤급 선박이 접안가능하고 하역에는 평균 3일정도 소요된다. 벌크선의 경우는 하루에 2,000~2,500톤을 하역할 수 있다.
1990년대 중반 이후 급증한 남북경협물량과 한국뿐만 아니라 미국, 유럽 등 국제 민간지원단체의 인도적 지원물자 대부분을 처리하고 있다.